# Antilele Mari
Antilele Mari sunt o grupă din insule din Marea Caraibelor, împreună cu Antilele Mici cu insula Bahamas, insulele Turks & Caicos formează Insulele Indiei de Vest. Denumirea de Antilelor ca „Mari” se datorează insulelor mai mari Cuba, Jamaica, Hispaniola și Puerto Rico a căror suprafață reprezintă 90 % din suprafața arhipelagului, în afară de ele mai sunt o serie de insule mai mici.
Din punct de vedere geologic insulele sunt constituite din roci asemănătoare ca și continentul vecin America Centrală, din șisturi, gneise, roci eruptive vechi ca și atoli de corali în nord. Numele de „Antile” este amintit pentru prima oară în anul 1493 de umanistul Petrus Martyr von Anghiera (1459-1525), denumirea ar provine din latină "ante ilium" (înaintea continentului).

## Insulele principale din Antilele Mari
- Cuba
  - Archipiélago de Sabana
  - Archipiélago de Camagüey
  - Archipiélago de los Canarreos
  - Jardines de la Reina
- Insulele Caiman
- Jamaica
- Pedro Cays lângă Jamaica
- Navassa (teritoriu american)
- Hispaniola cu insulele vecine
  - Hispaniola, cu două state, partea de vest Haiti, partea de est Republica Dominicană
  - Île de la Tortue
  - Île de la Gonâve
  - Île Grande Cayemite
  - Île à Vache
  - Cayos de Siete Hermanos
  - Isla Beata
  - Isla Saona
- Arhipelagul Puerto Rico
  - Insula Puerto Rico
  - Mona si Monita
  - Desecheo
  - Caja de Muertos
  - Insulele la est de Puerto Rico sunt denumite Insulele Virgine spaniole sau aparțin de Antilele Mici
  - Vieques
  - Arhipelagul Culebra (Culebra) cu 22 de insule

Insula Cuba, denumită și "perla Antilelor", este cea mai mare insulă din Indiile de Vest. Împreună cu alte peste 1600 de insulițe formează un complex insular, în cea mai mare parte de origine continentală. Relieful este dominat de câmpie, cu înălțimi de circa 100 de metri, iar treapta platourilor și catenelor muntoase include Sierra del Rosario, Sierra de Escambray, Sierra del Maestra. 
Insula Jamaica, care ar însemna în dialectul indian "insula izvoarelor", este tot de origine continentală. Relieful este predominant de podiș, cu înălțimi de peste 1000 de metri. Astăzi vulcanismul se manifestă doar sub forma izvoarelor fierbinți. Jamaica este al treilea producător mondial de bauxită.
Insula Haiti, care înseamnă în dialect indian "pământ înalt", are un relief mai complex format dintr-o succesiune de cordiliere orientate est-vest, separate de depresiuni longitudinale.
Insula Puerto Rico este cea mai orientală și mai mică a Antilelor Mari. Relieful este predominant muntos, flancat la nord și sud de fâșii înguste de câmpie litorală cu soluri fertile.
Arh. Bahamas este un arhipelag coraligen, situat la SE de Pen. Florida, ocupând o suprafață de 13.935 km2, cuprinzând circa 3000 de insule populate cu forme carstice de suprafață și de profunzime.